# Giacomo Giuseppe Beltritti
Giacomo Giuseppe Beltritti (23. prosince 1910, Peveragno – 1. listopadu 1992, Jeruzalém) byl italský katolický kněz a biskup, v letech 1970–1987 Latinský patriarcha jeruzalémský. Byl posledním jeruzalémským latinským patriarchou italského původu před Pierbattistou Pizzaballou.